# Progress (альбом Ultraspank)
Progress (с англ. — «Прогресс») — второй студийный альбом американской индастриал-метал группы Ultraspank, выпущенный 30 мая 2000 года лейблом Epic Records. Это единственный альбом в записи которого участвовал барабащинк группы Snot Джеймс «Фэд» Кэрролл. Для обложки альбома было использовано изображение мыши Ваканти, у которой на спине был отросший хрящ, напоминающий человеческое ухо.
Группа распалась вскоре после выпуска альбома в 2001 году из-за того, что их лейбл отказался от неё из-за плохих продаж (включая предыдущий одноимённый релиз). Несмотря на слабые продажи, Progress получил положительные отзывы критиков как во время его релиза, так и по сегодняшний день.

## Об альбоме
После тяжёлого турне в поддержку своего дебютного альбома группа вернулась в студию для продолжения работы. Вокалист Пит Мюррей описал процесс создания альбома в том, что он «хотел пойти дальше в мелодичном направлении»: 

Как группа, наш грув — это одна из тех вещей, которыми мы больше всего гордимся, но на этой пластинке гораздо больше мелодичности. Это безрадостная, но всё же эмоциональная музыка.
 Название альбома — Progress (с англ. — «Прогресс») — означало для группы целый ряд вещей. Гитарист Джерри Оливьера подробно рассказал об этом в интервью, сказав следующее: 

<…> это заявление о том, куда мы движемся вместе как общество. На обложке — настоящая фотография, сделанная в рамках проекта генной инженерии, мыши с человеческим ухом, растущим из её спины. Это должно быть похоже на «мы выращиваем уши из спин животных». Да, это прогресс.
 Название альбома также отражает зрелое звучание альбома по сравнению с первым, в том, что здесь используется преимущественно акустическая гитара и программирование.
Мюррей утверждает, что сессии записи были настолько интенсивными, что было много случаев, когда ему или Годфри нужно было прерваться от работы, и что альбом всё ещё может быть труден для них в эмоциональном плане.

## Продвижение и продажи
| Оценки критиков | Оценки критиков |
| Источник        | Оценка          |
| --------------- | --------------- |
| AllMusic        | [ 5 ]           |

Progress был выпущен 30 мая 2000 года, но продавался не очень хорошо, опять же из-за отсутствия продвижения. Во время выхода дебютной пластинки президент компании Epic Records полностью поддерживал группу, но вскоре после этого он был уволен, и группу мало продвигали при новом президенте. Группа стала деморализованной из-за того, что вся работа была проделана без какой-либо поддержки со стороны лейбла. В результате группа была уволена своим лейблом звукозаписи, что привело к распаду Ultraspank.

## Список композиций
Все тексты написаны Питом Мюрреем, вся музыка написана участниками группы Ultraspank.
| №                   | Название             | Длительность |
| ------------------- | -------------------- | ------------ |
| 1.                  | «Push»               | 3:52         |
| 2.                  | «Crumble»            | 3:46         |
| 3.                  | «Stuck»              | 3:34         |
| 4.                  | «Feed»               | 4:12         |
| 5.                  | «Smile»              | 3:59         |
| 6.                  | «Click»              | 4:24         |
| 7.                  | «Jackass»            | 3:40         |
| 8.                  | «Crack»              | 3:31         |
| 9.                  | «Invite Yourself In» | 0:16         |
| 10.                 | «Thanks»             | 3:03         |
| 11.                 | «Left»               | 4:15         |
| 12.                 | «Where»              | 10:40        |
| Общая длительность: | Общая длительность:  | 49:12        |

## Участники записи
| Ultraspank - Пит Мюррей — вокал, музыкальное программирование - Нил Годфри — гитара, музыкальное программирование - Джерри Оливьера — гитара - Дэн Огден — бас - Джеймс «Фэд» Кэрролл — барабаны | Производственный персонал - Питер Коллинз — продюсер - Ангус Кук — звукорежиссёр - Джастин Уолден — звукорежиссёр - Марк Кассельман — звукорежиссёр - Хоуи Уэйнберг — мастеринг - Энди Уоллес — сведение - Джош Уилбин — помощник по сведению - Стив Сиско — помощник по сведению - Брэнди Флауэр — арт-директор - Мириам Сантос-Кайда — фотограф |